# Tommy Johnson (músico)
Tommy Johnson fue un guitarrista y cantante de blues, nacido en Terry, Misisipi, posiblemente en el año 1896, aunque se desconoce la fecha exacta. Falleció en Crystal Springs, Misisipi, el 1 de noviembre de 1956

## Historia
Los musicólogos le consideran una de las principales figuras del Blues del Delta, a pesar de que existen muy pocos registros sonoros suyos, apenas unos 14 temas. La mayoría de ellos, sin embargo, están entre los más famosos de la historia del blues, y grupos de blues-rock de los años 1960, como Canned Heat (que tomaron su nombre de uno de estos temas) los han grabado de forma repetida.
Johnson vivió siempre entre Crystal Springs y la capital del estado, Jackson, totalmente dedicado a la música, al alcohol y a las mujeres. En 1928, grabó en Memphis sus primeros temas, acompañado de Papa Charlie McCoy, que tuvieron un enorme éxito popular y de ventas, lo que le convirtió en una estrella. En 1930 fue a Chicago, pero su estrella se apagó, al pasarse más tiempo en prisión, por embriaguez en la vía pública, que tocando. Volvió a Misisipi, donde llevó una vida mísera, consecuencia de su alcoholismo y su afición al juego, en el que perdió sus abundantes ganancias de los años anteriores. Siguió tocando hasta su muerte, por intoxicación etílica, en 1956.

## Estilo
De estilo dramático e intenso, cantando en falsete y utilizando textos fuertemente alegóricos, fue uno de los bluesmen más influyentes de la primera mitad del siglo, en músicos como Howlin' Wolf, Robert Nighthawk o Muddy Waters. Le gustaba enseñar a otros músicos a cantar y tocar a su estilo, precursor del rockabilly y del mismo rock'n'roll, según diversos autores: 

Tocaba la guitarra de modo espectacular, colocándola sobre su cabeza o sujetándola entre sus pies, llegando incluso a bailar sobre ella

El historiador David Evans atribuye a Tommy Johnson la famosa leyenda de un Pacto con el Diablo a cambio de ser el mejor bluesman del mundo, usualmente atribuida a Robert Johnson.

## En el cine
- Oh brother, where art thou? (2000). Los protagonistas se encuentran con un joven guitarrista llamado Tommy Johnson, interpretado por el músico de blues Chris Thomas King. Cuando le preguntan por qué estaba parado en medio de la nada, les revela que vendió su alma al Diablo a cambio de la habilidad para tocar la guitarra.